# Смідович Софія Миколаївна
Софія Миколаївна Смідович (Черносвітова, Луначарська) (20 березня 1872, місто Тула, тепер Російська Федерація — 26 листопада 1934, місто Москва, Російська Федерація) — радянська діячка, революціонерка, завідувач відділу робітниць та селянок ЦК РКП(б). Член Центральної контрольної комісії ВКП(б) у 1924—1930 роках, член Партійної колегії ЦКК ВКП(б) з січня 1926 по 26 червня 1930 року. Член ЦВК СРСР.

## Життєпис
Софія Миколаївна Черносвітова народилася 8 (20) березня 1872 року в дворянській родині. Виросла у сімейному маєтку в селі Щуче Веньовського повіту Тульської губернії. Її батько, землевласник, працював адвокатом, був лібералом та симпатизував революціонерам.
У 1889 році закінчила Московську гімназію, потім була слухачкою річних педагогічних курсів. Батько збудував сільську школу, щоб Софія могла навчати селянських дітей. У вісімнадцятирічному віці Софія вийшла заміж. Її чоловіком став Платон Васильович Луначарський, лікар-хірург, старший брат Анатолія Луначарського.
Після одруження виїхала за кордон, де відвідувала засідання групи «Визволення праці» (першої групи російських марксистів, засновниками якої були Георгій Валентинович Плеханов та Віра Іванівна Засулич). Під впливом цієї групи стає переконаною соціал-демократкою. На одній із зустрічей отримала завдання поїхати до Москви і налагодити контакти із сестрою Володимира Ілліча Ульянова (Леніна), Ганною Іллівною Єлизаровою-Ульяновою.
Член РСДРП з 1898 року. У 1901 році заарештована в Москві, дев'ять місяців перебувала у в'язниці, потім вислана під нагляд поліції на заслання до Тули. Працювала в громадській міській бібліотеці Тули, продовжувала революційну діяльність. 14 вересня 1903 року заарештована вдруге, тоді ж до в'язниці потрапив і її чоловік, Платон Луначарський. Він вийшов із в'язниці важко хворим інвалідом та помер 12 грудня 1903 року.
У 1904 році знову заарештована і відправлена на заслання до Києва, де вела робітничі соціал-демократичні гуртки та працювала при обласному бюро ЦК РСДРП. Після амністії 1905 року повернулася до Тули, обиралася членом Тульського комітету РСДРП(б). Потім працювала в партійних організаціях Москви, була пропагандистом на Пречистенських вечірніх робітничих курсах, у Бутирському, Хамовницькому та Рогозькому районах, організовувала зв'язки із Закордонним бюро ЦК РСДРП(б), входила до партійної фінансової комісії. У 1910 році знову заарештована і, після шестимісячного ув'язнення, в 1911 році вислана під нагляд поліції на два роки до Калуги. Вийшла заміж за Петра Гермогеновича Смідовича, з яким знайома з часів революційної діяльності. У 1913 році повернулася до Москви, з 1914 року працювала у Московському обласному бюро ЦК РСДРП(б).
Учасниця Лютневої революції 1917 року. З березня 1917 року — секретар Московського обласного бюро ЦК РСДРП(б), займалася організацією продовольчих справ у Хамовницькому районі Москви.
Брала участь у Жовтневому перевороті 1917 року в Москві. У листопаді 1917 року — завідувач інформаційного відділу та секретар президії Московської ради.
У 1918—1919 роках — член колегії Московського відділу народної освіти.
У 1919—1922 роках — завідувач жіночого відділу (відділу робітниць і селянок) Московського губернського комітету РКП(б).
У 1922—1924 роках — завідувач відділу робітниць і селянок ЦК РКП(б).
У 1925—1930 роках — в апараті Центральної контрольної комісії ВКП(б).
У 1931—1932 роках — заступник голови Комітету із поліпшення праці та побуту жінок при ЦВК СРСР.
З 1932 по 26 листопада 1934 року — член президії, завідувач літературно-видавничого відділу і заступник голови Всесоюзного товариства старих більшовиків.
Померла 26 листопада 1934 року після нетривалої важкої хвороби в Москві. Похована в колумбарії колишньої головної будівлі Донського крематорію на Донському цвинтарі Москви.

## Нагороди
- орден Леніна (8.03.1933)

## Родина
- Перший чоловік — Луначарський Платон Васильович
  - Дочка — Тетяна Платонівна Перімова (1895—1935)
  - Дочка — Софія Платонівна
- Другий чоловік — Смідович Петро Гермогенович
  - Син — Гліб Петрович Смідович